# Rafael Limón
Rafael Limón (* 1. Januar 1954 in Mexiko-Stadt, Distrito Federal, Mexiko) ist ein ehemaliger mexikanischer Boxer im Superfedergewicht und zweifacher Weltmeister.

## Karriere
Limón begann seine Karriere bei den Profis im Jahre 1972. Anfangs musste er einige Niederlagen hinnehmen. Am 15. April 1978 errang er den vakanten nordamerikanischen Meistertitel. Im darauffolgenden Jahr scheiterte er beim Versuch WBC-Weltmeister zu werden an Alexis Arguello durch eine T.-K.-o-Niederlage in der 11. Runde.
Am 24. Juni 1980 wurde er erneut nordamerikanischer Meister. Im Dezember desselben Jahres eroberte er den vakanten WBC-Weltmeistergürtel, als er Idelfonso Bethelmy besiegte. Diesen Titel verlor er bereits im März des darauffolgenden Jahres gegen Cornelius Boza-Edwards. Allerdings erkämpfte er sich diesen Gürtel am 18. September 1982 wieder und verteidigte ihn gegen Chung-Il Choi.